# Eghlid
Eghlid este un oraș din Iran.